# Лебедєв Михайло Геннадійович
Михайло Геннадійович Лебедєв — радянський і український кінорежисер, кінооператор, драматург, викладач. Заслужений працівник культури України. Член Спілки кінематографістів України. Член Європейської Гільдії кінооператорів «IMAGO».

## Біографічні відомості
Народився 1960 року. Закінчив Київський державний інститут театрального мистецтва ім. І. Карпенка-Карого (1983) та Московську Академію працівників телебачення за спеціальністю «Режисер програм телебачення» і «Оператор телебачення». 
Створив документальну стрічку «Небеса похмурі» (1991), музикальні картини: «Ніна Матвієнко» (1986), «Ательє» (1987), відеопрограму «„Крок“ і К» (1995).
Художній керівник курсу „Авторське кіно і ТБ“ в Українському інституті підвищення кваліфікації працівників телебачення, радіомовлення і преси.

## Фільмографія
- «Ательє» к/c «Укртелефільм». 1986
- «Небеса похмурі» к/c «Укртелефільм». 1989
- «Містечкові історії» (4 серії). «УТ-1». 1999
- «Над срібним берегом Дніпра» «ICTV». 1993
- «Олексій Анд» «Альтернатива». 1998
- «Художня мансарда» (10 серій). «ICTV». 1994—1996
- «Карусель» (164 випуски). «ICTV». 1993—1994
- «Місто архангела Михаїла» Власне виробництво. 1998—2003
- «Втеча від свободи» (2 серії). «Альтернатива» і к/c «Кінематографіст». 1998р .
- «Зачароване коло» к/c «Кінематографіст». 1999
- «Гамбурзький рахунок» «НТВ + Футбол». 2001
- «Посібник для інакомислячого». «Інтерньюз-Україна». 2002
- «Київ» «Дельта» 2003
- «Зінаїда Серебрякова» (3 серії). Власне виробництво. 2005—2007
- «Іван Франко» (2006, кіностудія «Кінематографіст», автори сценарію Світлана Степаненко та Б. Жолдак)[2]
- «Емалеві ікони» SCI. 2011
- «Творчість як ліки 2» режисер Кульчицька Світлана Дмитрівна. 2024

## Нагороди
- "Дніпропетровськ". к/c «Кінематографіст». 1998.Диплом фестивалю "Вітри мандрівок "(Київ).
- «Київ». к/c «Кінематографіст». 2001 Диплом фестивалю "Вітри мандрівок " (Київ).
- "Місто архангела Михаїла ". 1998—2003 Диплом фестивалю «Золота хвиля». (Харків), Диплом фестивалю «Золота Ера» (Київ).
- «75 хвилин з Валерієм Лобановським». «НТВ + Футбол». Спец. Приз на 2-м Міжнародному фестивалі спортивного кіно і ТБ (Москва).
- "Якобінство для «Динамо». «НТВ + Футбол». 2005 Приз за кращу роботу в телепублицистиці на Першому Відкритому Російському Фестивалі спортивного кіно в Липецьку.
- «Блохін і його команда». 1-серія. «НТВ + Футбол». 2006 Головний приз на 4-ому Міжнародному фестивалі спортивного кіно і ТБ в Москві.
- «Блохін і його команда» . 2-серія. «НТВ + Футбол». 2006 Головний приз в номінації «Спортивні програми і фільми» 9 Міжнародного Євразійського Телефоруму в Москві.
- «Іван Франко». к/c «Кінематографіст». 2006 Мистецька премія «Київ» їм. Івана Миколайчука.